# Sociedade Geográfica Italiana

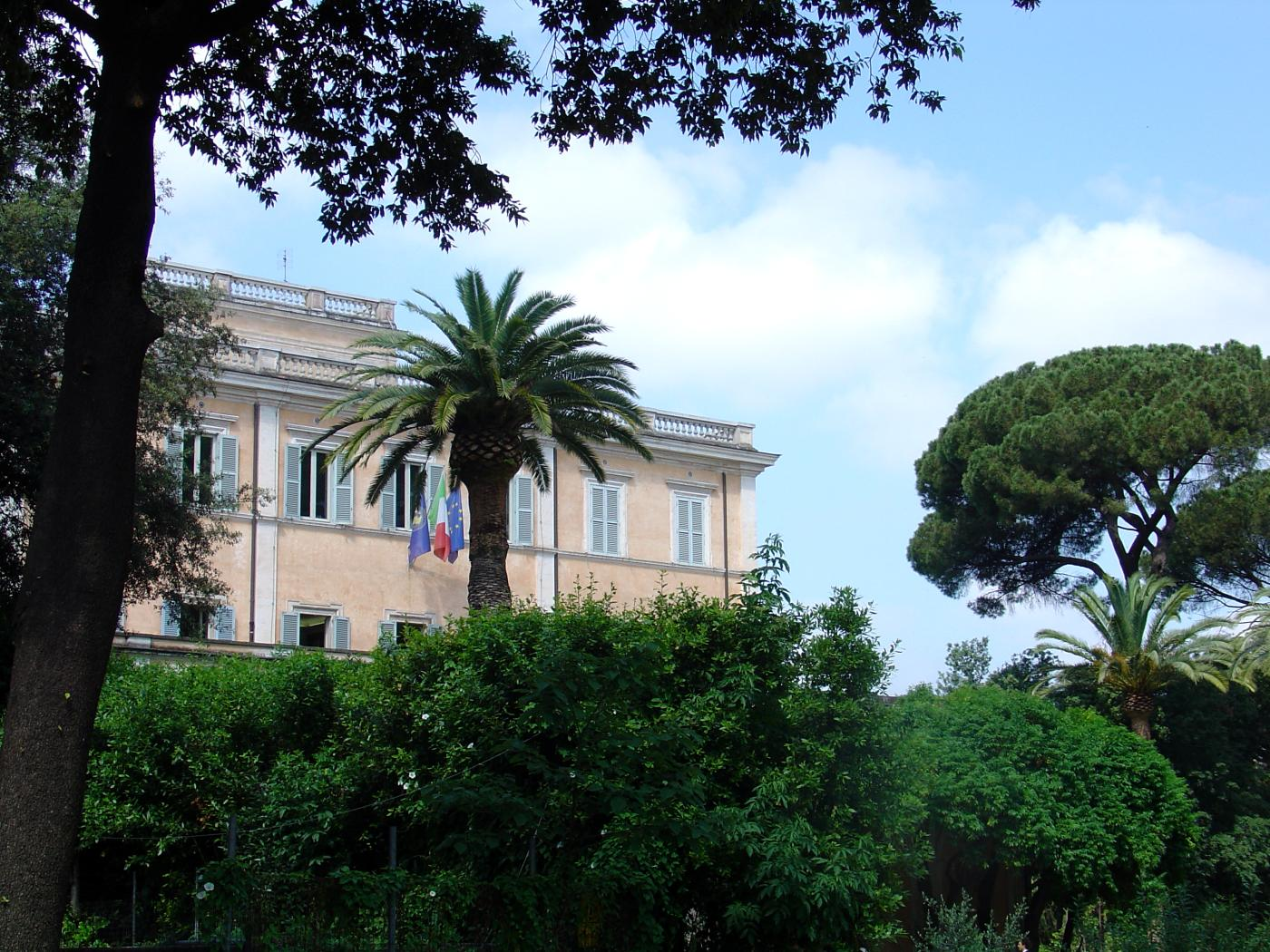
Sede da Sociedade geográfica Italiana, em Roma.

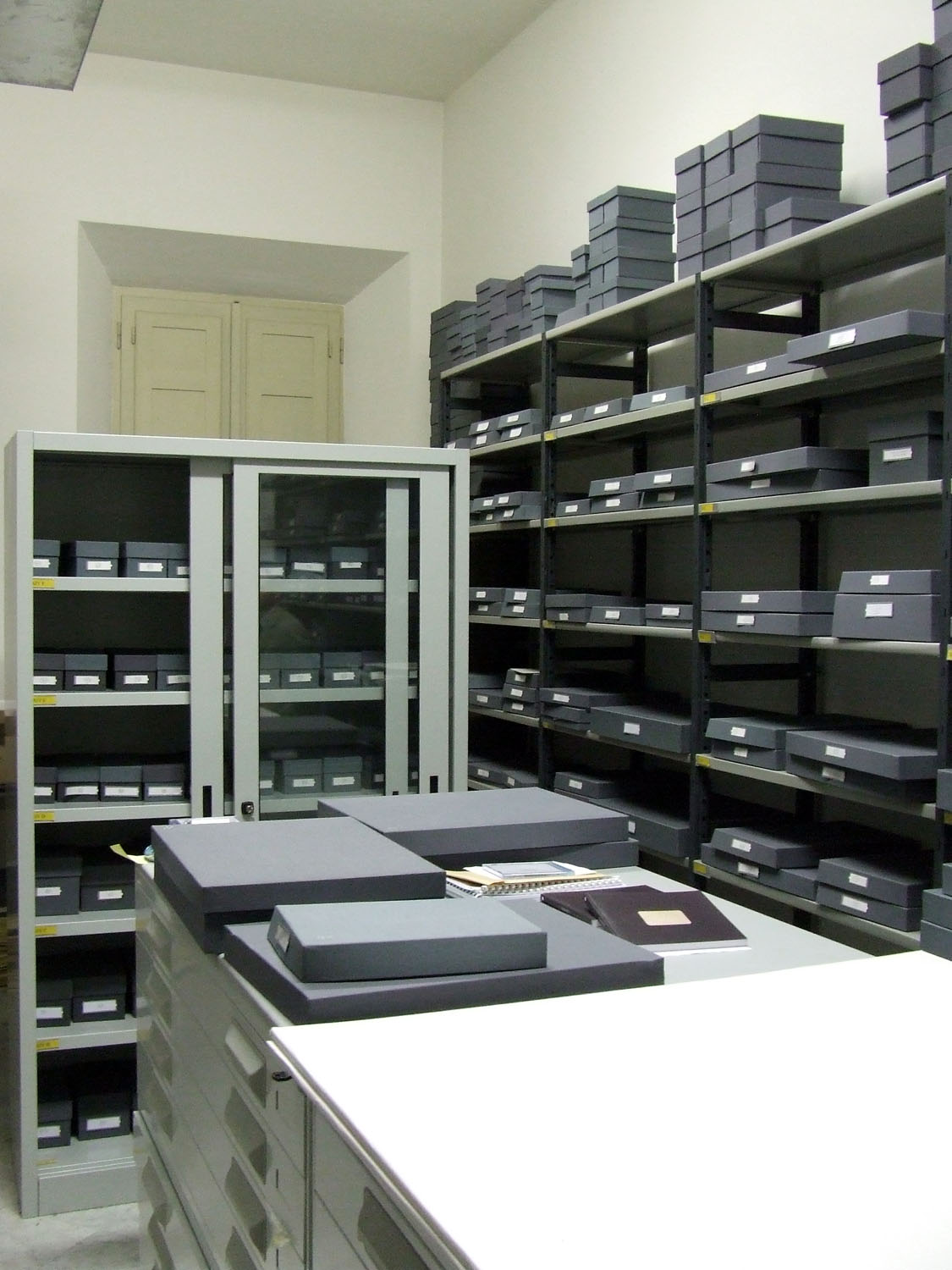
Os arquivos fotográficos da Sociedade Geográfica Italiana contêm cerca de imagens provenientes do fundo histórico da SGI, do fundo Giotto Dainelli e do fundo Elio Migliorini. A sala tem temperatura e humidade controladas e o acesso é restrito.

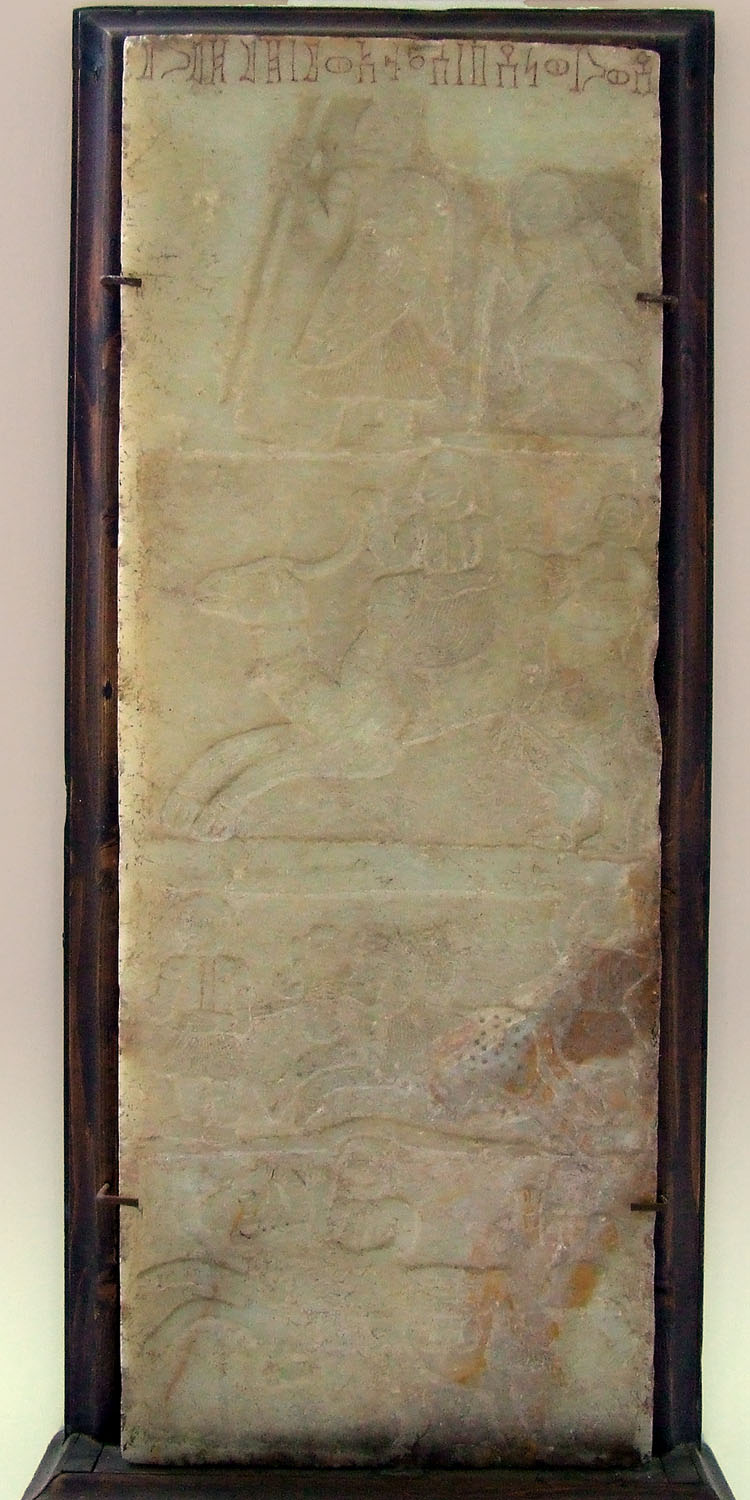
Estela himiarita da Etiópia, anterior ao século II a.C.. Foi adquirida para o património da Sociedade Geográfica Italiana durante o secretariado de Orazio Antinori. Contém uma representação de Sa' Adaw Wam, senhor de Madmar. Atualmente, encontra-se na sede da SGI na Villa Celimontana.

A Sociedade Geográfica Italiana (Società Geografica Italiana; com a sigla: SGI) é um ente moral, sem fins lucrativos e de utilidade social, cujo objetivo é promover o avanço do conhecimento da geografia, a investigação científica e desenvolver a sua divulgação através da organização de conferências e visitas de estudo. Fundada em 12 de maio de 1867 em Florença como uma associação livre, em 1869 foi reconhecida como uma organização sem fins lucrativos. Nos termos da legislação italiana, a Sociedade é simultaneamente uma instituição cultural e uma associação ambientalista, com sede em Roma, no Palazzetto Mattei junto da Villa Celimontana, entre as colinas Caeliana e Palatina.

## Descrição
A Sociedade Italiana de Geografia foi fundada em 1867 na Toscana com o objetivo de promover o conhecimento geográfico e financiar explorações. Em  1869  organizou a primeira expedição exploratória a África, com uma missão à Eritreia por Orazio Antinori, que realizou outras duas à Tunísia (1875) e à Etiópia (1876); em 1878 houve expedições ao Lago Vitória (lideradas por Carlo Piaggia e Romolo Gessi), a Marrocos (por Giulio Adamoli), à Passagem do Nordeste (por Giacomo Bove). O explorador Carlo Piaggia deu o seu contributo em  1871 com uma expedição ao rio Anseba, na Eritreia. A partir de então, as expedições tornaram-se mais numerosas e frequentes e intensificaram-se ao ponto de incluírem iniciativas na Ásia e nas Américas.
No século XX, tendo deixado de lado os objectivos de estudos coloniais impostos pela era de interferência governamental, a Sociedade dedicou-se a estudos sobre a emigração italiana no estrangeiro e promoveu a investigação sistemática sobre a modernização do ensino da geografia nas escolas, sobre os fenómenos de instabilidade hidrogeológica e sobre os sismos.
Atualmente, as actividades da Sociedade centram-se principalmente na promoção da investigação científica e em actividades de divulgação, que são implementadas através de programas de estudo e investigação relativos ao território e ao ambiente.
A gestão da Sociedade é confiada a um conselho de administração composto por doze membros eleitos, dois vice-presidentes e um presidente, bem como por membros nomeados por instituições e administrações públicas.
A sua importante biblioteca (a Biblioteca della Società Geografica Italiana) contém cerca de 400 000 volumes (bem como cerca de 2 000 periódicos de interesse geográfico), sendo a mais importante de Itália e uma das maiores do mundo. Existe também uma coleção de mais de 50 000 mapas modernos. O Fondo Antico da biblioteca preserva mapas e atlas do século XV ao século XIX. O Fondo Orientale é constituído por representações geográficas raras da China e do Japão, produzidas entre os séculos XVII e XIX, que constituem apenas uma pequena parte da riquíssima coleção oriental da Società Geografica, que ascende a cerca de 2 000 peças doadas entre o final do século XIX e a década de 1920 por viajantes italianos à China e ao Japão.
No seu arquivo fotográfico são igualmente conservadas cerca de 150 000 imagens fotográficas.
Na década de 1990, a Sociedade colaborou na investigação sobre a agricultura em Itália, financiada pelo Conselho Nacional de Investigação e pelo Ministério das Políticas Agrícolas, cujos resultados foram resumidos em cerca de 20 volumes e no primeiro Atlas da agricultura italiana. 
A SGI promoveu a criação da Sociedade Geográfica Europeia, EUGEO, que também tem sede em Roma, no Palazzetto Mattei, e acolhe a Casa da Geografia, sede do secretariado permanente da União Geográfica Internacional.
Publica, desde 1868, o Bollettino della Società Geografica Italiana (Boletim da Sociedade Geográfica Italiana) e publica as Memorie della Società Geografica Italiana (Memórias da Sociedade Geográfica Italiana).

## Presidentes
Lista de presidentes:
- 1867-1872 Cristoforo Negri
- 1873-1879 Cesare Correnti
- 1879-1887 Onorato Caetani di Sermoneta
- 1887-1891 Francesco Nobili Vitelleschi
- 1891-1900 Giacomo Doria
- 1900-1906 Giuseppe Dalla Vedova
- 1906-1906 Antonino di San Giuliano
- 1907-1915 Raffaele Cappelli
- 1916-1921 Scipione Borghese
- 1921-1923 Paolo Thaon di Revel
- 1923-1926 Luigi Federzoni
- 1926-1928 Pietro Lanza di Scalea
- 1928-1932 Nicola Vacchelli
- 1933-1944 Corrado Zoli
- 1944-1945 Roberto Almagià
- 1945-1955 Orazio Toraldo di Francia
- 1955-1961 Giovanni Boaga
- 1962-1969 Riccardo Riccardi
- 1969-1971 Ferdinando Gribaudi
- 1971-1977 Carlo Della Valle
- 1978-1987 Ernesto Massi
- 1987-1997 Gaetano Ferro
- 1997-2013 Franco Salvatori
- 2013-2015 Sergio Conti
- 2015-2019 Filippo Bencardino
- 2019-         Claudio Cerreti

A instituição recebeu do Estado italiano a Medalha de Ouro por Méritos Culturais e Artísticos (Medaglia d'oro ai benemeriti della cultura e dell'arte) a 3 de dezembro de 2008.

## Galeria de imagens

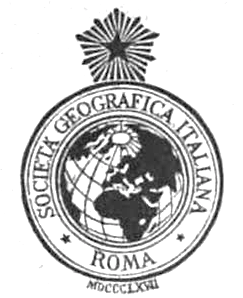
Emblema da Società geografica italiana
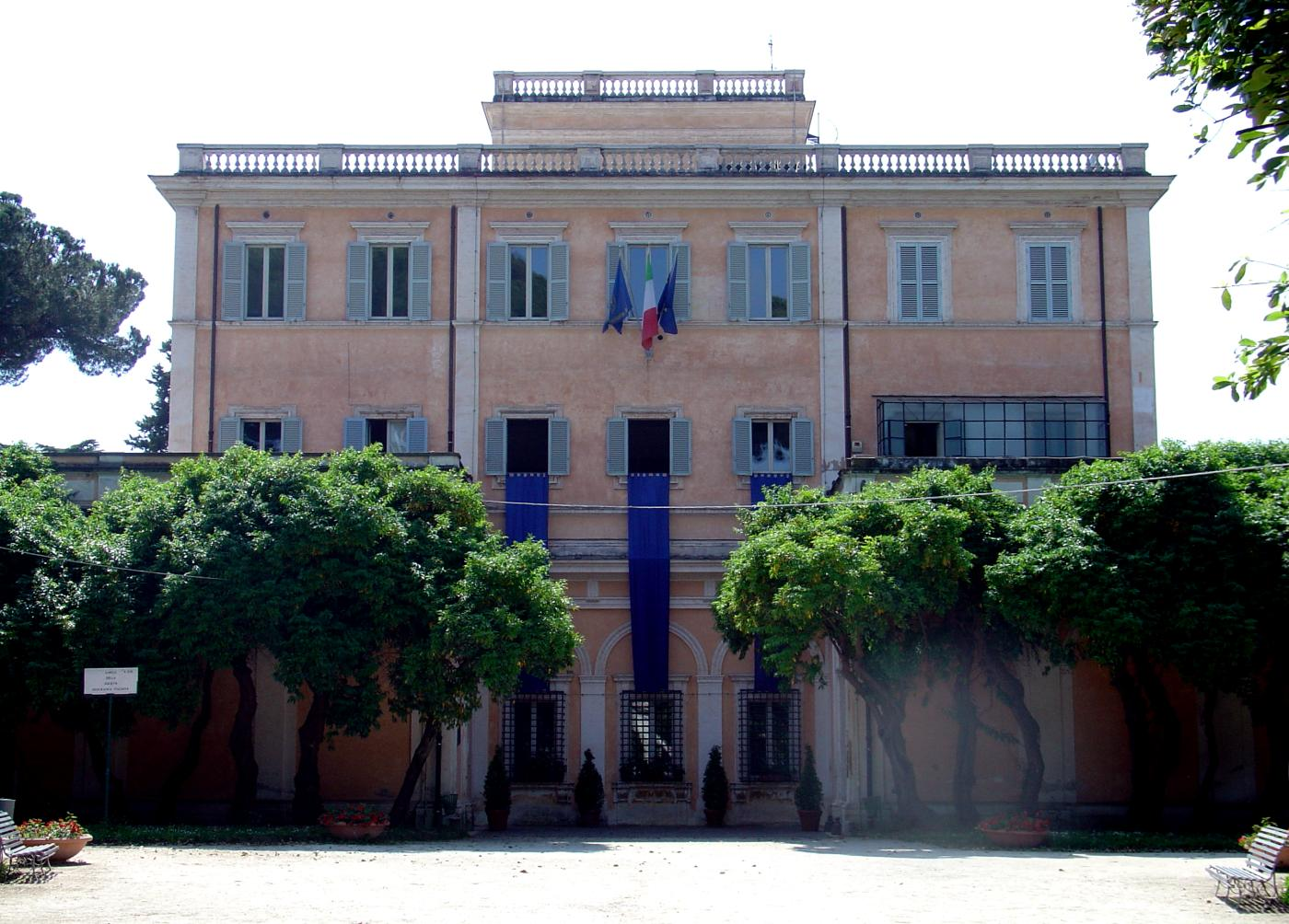
Palazzetto Mattei, sede da Società geografica italiana
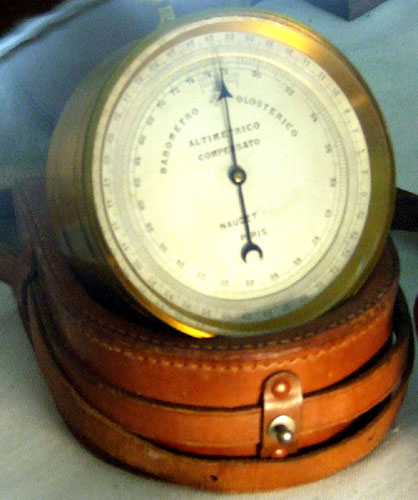
Uma das muitas relíquias da Sociedade Geográfica Italiana: um barómetro holosférico utilizado durante a exploração de África
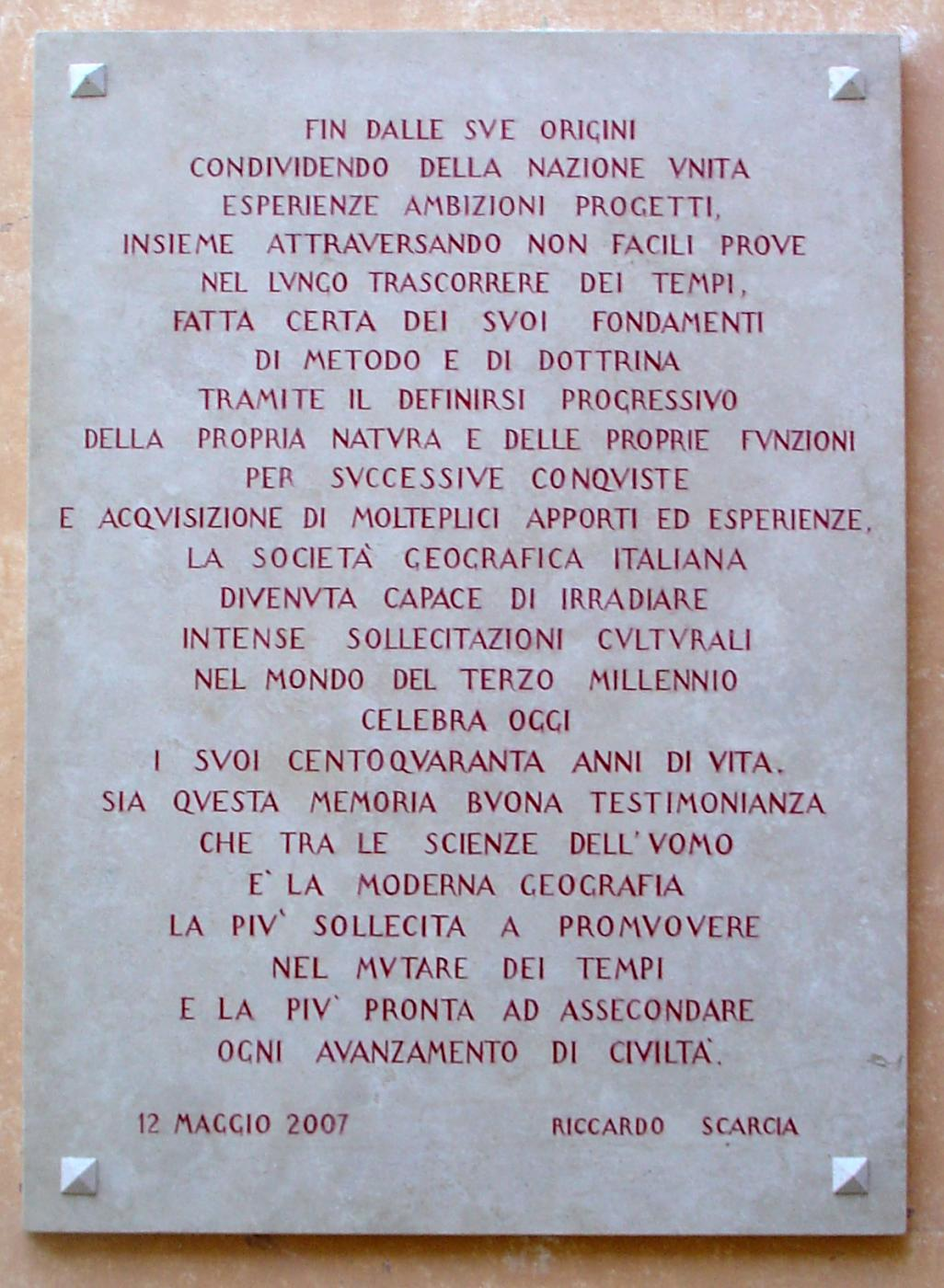
Placa comemorativa do 140º aniversário da fundação da Sociedade Geográfica Italiana, afixada em 12 de maio de 2007
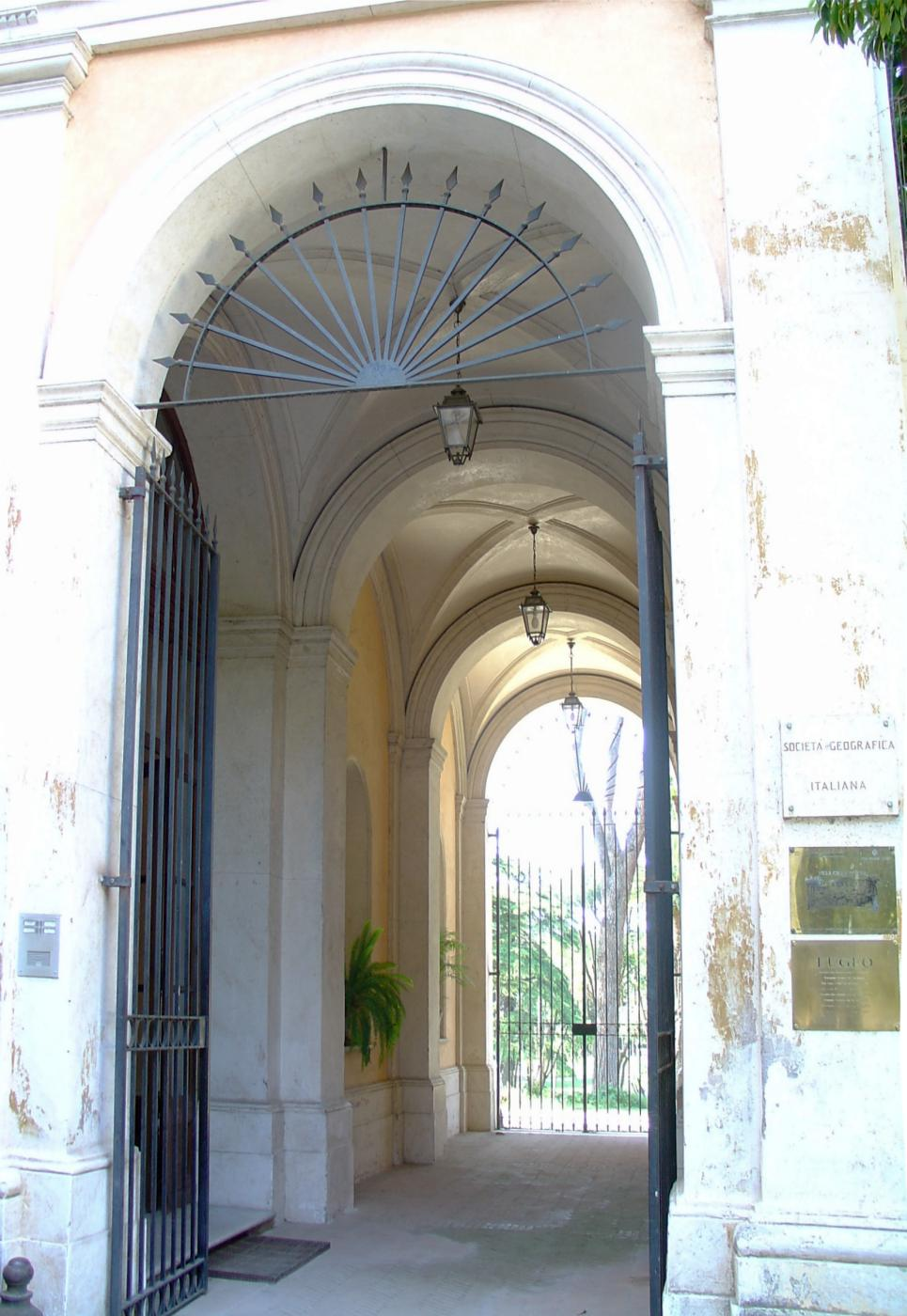
Entrada da sede da Sociedade Geográfica Italiana, em Roma, Villa Celimontana, Palazzetto Mattei.